# Róbert Borták
Róbert Borták (* 1. dubna 1951) je bývalý slovenský fotbalový obránce.

## Hráčská kariéra
V československé lize hrál za VSS Košice ve 20 zápasech a dal 1 gól. V Poháru UEFA nastoupil v roce 1973 ve 2 utkáních proti Honvédu Budapešť, dal si vlastní gól.

### Prvoligová bilance
| Ročník                                   | Zápasy | Góly | Minuty | Klub       |
| ---------------------------------------- | ------ | ---- | ------ | ---------- |
| 1. československá fotbalová liga 1970/71 | 3      | 0    | 78     | VSS Košice |
| 1. československá fotbalová liga 1973/74 | 7      | 0    | 376    | VSS Košice |
| 1. československá fotbalová liga 1974/75 | 5      | 1    | 376    | VSS Košice |
| 1. československá fotbalová liga 1975/76 | 5      | 0    | 145    | VSS Košice |
| CELKEM I. LIGA                           | 20     | 1    | 975    |            |